# Crystal Rock (Ohio)
Crystal Rock es un lugar designado por el censo ubicado en el condado de Erie, Ohio, Estados Unidos. Según el censo de 2020, tiene una población de 138 habitantes.
En los Estados Unidos, un lugar designado por el censo (traducción literal de la frase en inglés census-designated place, CDP) es una concentración de población identificada por la Oficina del Censo exclusivamente para fines estadísticos.

## Geografía
Está ubicado en las coordenadas 41°26′52″N 82°50′31″O / 41.44778, -82.84194. Según la Oficina del Censo de los Estados Unidos, tiene una superficie de 0.28 km², correspondientes en su totalidad a tierra firme.

## Demografía
Según el censo de 2020, hay 138 personas residiendo en la zona. La densidad de población es de 492.86 hab./km². El 92.75% de los habitantes son blancos, el 0.72% es afroamericano, el 2.17% son de otras razas y el 4.35% son de una mezcla de razas. Del total de la población, el 9.42% son hispanos o latinos de cualquier raza.